# Saint-Martial-de-Nabirat
Saint-Martial-de-Nabirat is een gemeente in het Franse departement Dordogne (regio Nouvelle-Aquitaine) en telt 513 inwoners (1999). De plaats maakt deel uit van het arrondissement Sarlat-la-Canéda.

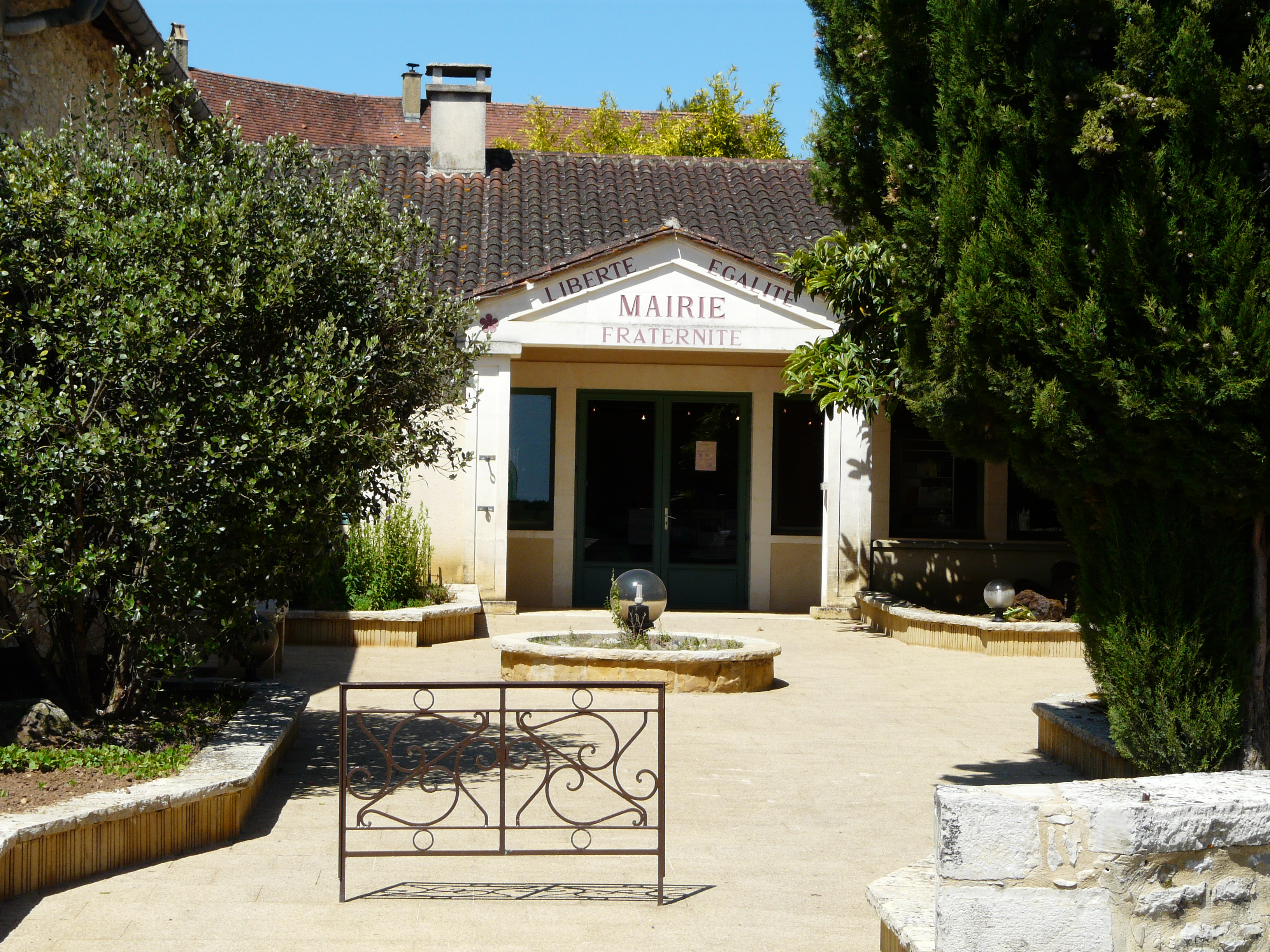
Gemeentehuis
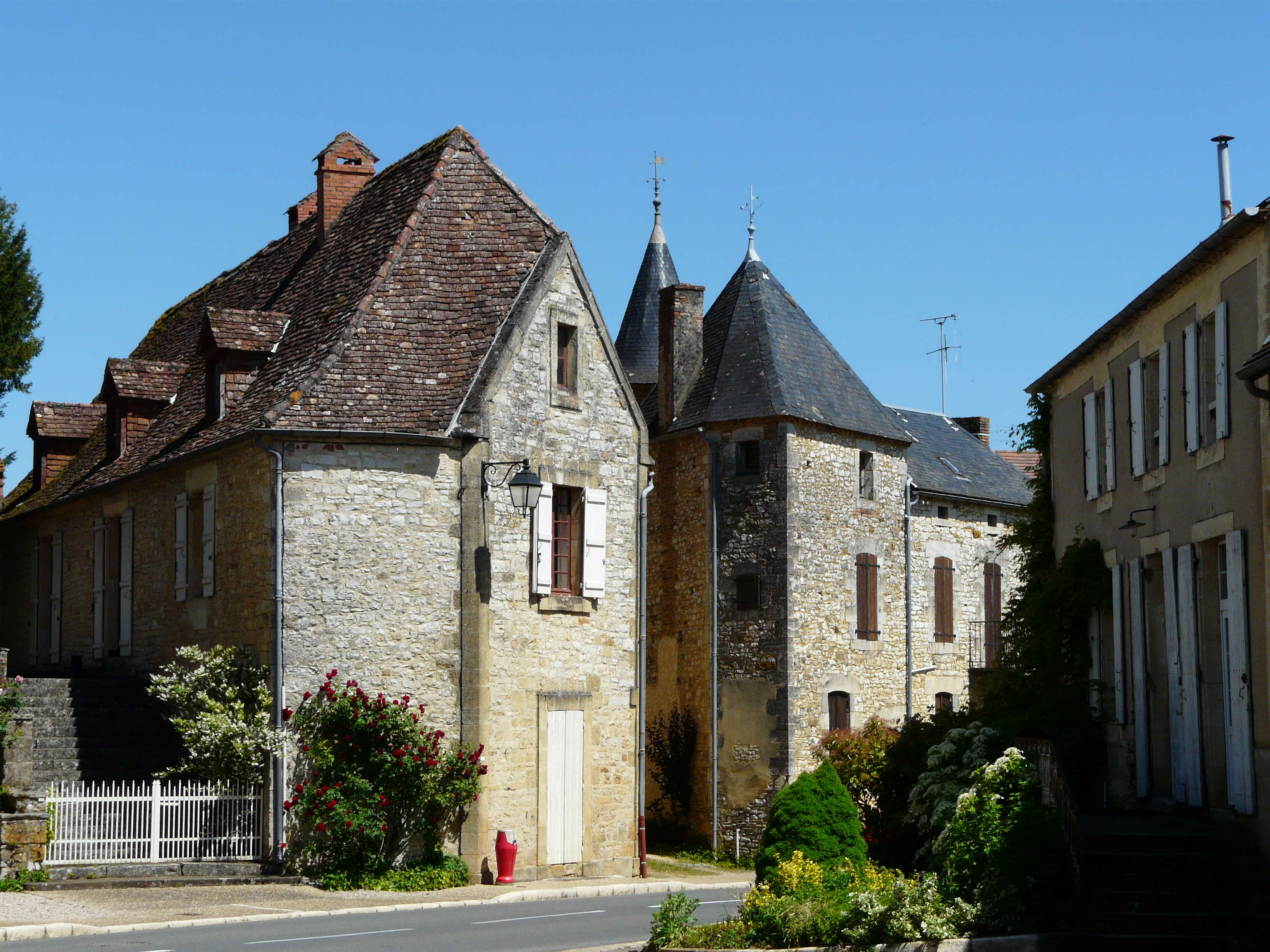
Saint-Martial-de-Nabirat

## Geografie
De oppervlakte van Saint-Martial-de-Nabirat bedraagt 15,5 km², de bevolkingsdichtheid is 33,1 inwoners per km².
De onderstaande kaart toont de ligging van Saint-Martial-de-Nabirat met de belangrijkste infrastructuur en aangrenzende gemeenten.

## Demografie
Onderstaande figuur toont het verloop van het inwonertal (bron: INSEE-tellingen).